# 2014 UZ224
2014 UZ224是一顆海王星外天體，並可能是位於離散盤的矮行星。2016年10月10日時，它距離太陽約91.6天文單位，並且在接近2142年時會到達距離太陽38天文單位的近日點。目前2014 UZ224是已知的太陽系天體中距離太陽第3遠者，次於V774104（約103天文單位）和阋神星（96.2天文單位）。在媒體中它的暱稱為 DeeDee。
2014 UZ224 是由暗能量巡天的暗能量望遠鏡（Dark Energy Camera，DECam）發現。